# مقاطعة مينيفي (كنتاكي)
مقاطعة مينيفي (بالإنجليزية: Menifee County)‏ هي إحدى المقاطعات في ولاية كنتاكي في الولايات المتحدة الأمريكية.